# Christianus Norbertus Reyns
Christianus Norbertus Reyns, né en août 1749 à Baarle-Nassau et mort le 16 juillet 1797 à Standdaarbuiten, est un homme politique néerlandais.

## Biographie
Reyns est ordonné prêtre catholique le 26 mai 1774. Deux ans plus tard, il devient aumônier à Standdaarbuiten. Le 16 novembre 1786, il devient le curé de la paroisse.
Le 16 avril 1796, il est élu député à la première Assemblée nationale batave par le district de Steenbergen.